# A Head Full of Dreams (cançó)
«A Head Full of Dreams» és una cançó de la banda britànica Coldplay llançada com a quart senzill de l'àlbum d'estudi homònim el 19 d'agost de 2016. Aquesta fou la cançó que utilitzava Coldplay per obrir els concerts durant la gira internacional A Head Full Of Dreams Tour.
El videoclip de la cançó es va llançar el mateix dia que el senzill, fou dirigit per James Marcus Haney i filmat a Ciutat de Mèxic a l'abril del mateix any mentre realitzaven la gira en aquest país. L'inici del videoclip inclou una veu en off amb un discurs de Charles Chaplin que forma part de la pel·lícula The Great Dictator (1940).

## Llista de cançons
| 1. | «A Head Full of Dreams» | 3:43 |

| 1. | «A Head Full of Dreams» (Radio Edit) | 3:29 |

## Crèdits
Coldplay
- Guy Berryman – baix
- Jonny Buckland – guitarra elèctrica
- Will Champion – bateria, percussió, veus addicionals
- Chris Martin – cantant, piano, guitarra acústica

Músics addicionals
- Mikkel S Eriksen – instruments addicionals, producció, mescles
- Tor Erik Hermansen – instruments addicionals, producció, mescles
- Rik Simpson – instruments addicionals, veus addicionals, mescles